# Artanudji
Artanuji o Artanudji és el nom georgià de la població d'Ardanuç a Turquia.
La història d'aquesta zona es remunta al poblament de les ribes del riu Çoruh per les dinasties hurrites de Mitanni i pels hitites vers l'any 2000 abans de Crist. El primer esment de Ardanuç es troba en un monument del regne d'Urartu que esmenta la derrota de la població local en una batalla a mans del rei Sardur II el 753 abans de Crist. Després, al segle setè abans de Crist els saques o escites se sap que es van assentar i van dominar Ardanuç.
El castell de Artanuji o Artanudji (el nom gerogià de la moderna Ardanuç) va ser construït pel rei georgià Vakhtang I Cap de Llop (segle v). El castell va ser assetjat pel califa àrab omeia Marwan II (688-750) el 744 AD. i va ser restaurat per Asoci I d'Ibèria (fundador de la dinastia Bagrationi) al segle viii. També va fundar una ciutat, que es va convertir en el centre del "Regne dels kartvels" (ქართველთა სამეფო en georgià) i de la Taoklarjètia.
Els enfrontaments entre els bagràtides i els beilicats d'Anatòlia va començar vers 1080. Ardanuji va ser un bastió de la muntanya difícil de capturar, encara que va caure en mans dels mongols durant les seves guerres amb els turcs i georgians al segle xiii i va passar a l'Imperi Otomà el 1551 sota Solimà el Magnífic després d'un altre setge destacat, aquest cop contra el governant local, l'atabeg de Samtskhé, Jakeli.
Després de la guerra rus-turca (1877-1878) Ardanuç va ser cedida a Rússia i després de la Revolució Russa va ser retornat als otomans amb un plebiscit previst per decidir el seu estatus final.
L'efímera República Democràtica de Geòrgia, recent independitzada el 1918, va intentar reclamar l'àrea que també reivindicava Armènia com a part de la Gran Armènia a constituir, però hi van renunciar el 1921, després de la invasió soviètica de Transcaucàsia i de l'acord amb la república recentment formada de Turquia.